# Тамбовська митрополія
Тамбовська митрополія — митрополія Російської православної церкви в адміністративних межах Тамбовської області.

## Історія створення
Митрополія була утворена рішенням Священного Синоду РПЦ 25 — 26 грудня 2012 року. Главою митрополії був призначений правлячий архієрей Тамбовської єпархії.

## Склад митрополії

### Мічурінська єпархія
Територія: Мічурінський, Моршанський, Никифоровський, Первомайський, Петровський, Сосновський і Староюр'євський райони Тамбовської області.
Правлячий архієрей — єпископ Мічурінський і Моршанський Гермоген (Сєрий).

### Тамбовська єпархія
Територія: Тамбовський, Бондарський, Знаменський, Мордовський, Пічаєвський, Расказовський, Сампурський, Токаревський райони Тамбовської області.
Правлячий архієрей — митрополит Тамбовський і Расказовський Феодосій (Васнев).

### Уваровська єпархія
Територія: Гавриловський, Жердівський, Інжавінський, Кірсановський, Мучкапський, Ржаксінський, Уваровський і Уметський райони Тамбовської області.
Правлячий архієрей єпископ Уваровський і Кірсановський Ігнатій (Рум'янцев).

## Митрополити
Феодосій (Васнев) (з 26 грудня 2012)